# Choe Kang-wook

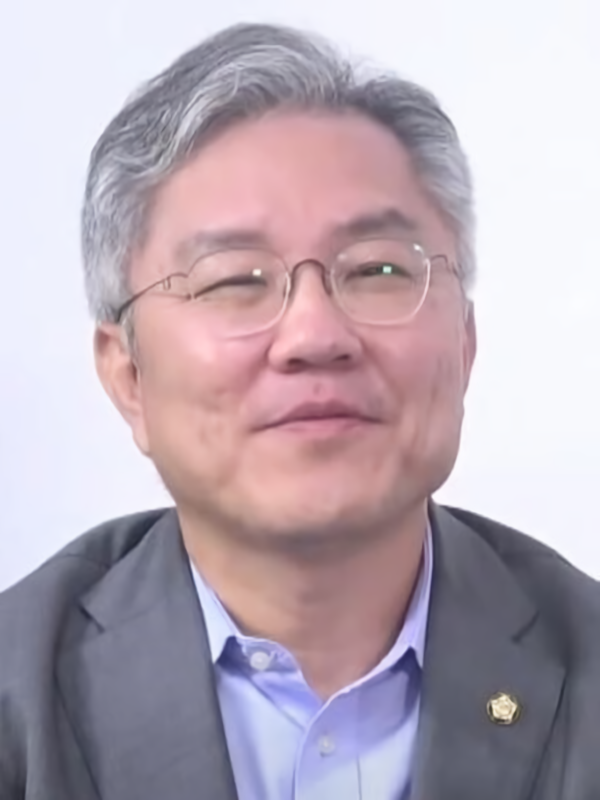
Choe Kang-wook, 2021

Choe Kang-wook (Koreanisch: 최강욱, Hanja: 崔康旭; * 24. März 1968 in Namwon) ist ein südkoreanischer Rechtsanwalt und Politiker. Er setzt sich für eine grundlegende Reform der südkoreanischen Staatsanwaltschaft ein. Seit Mai 2020 ist er Vorsitzender der Offenen Demokratischen Partei und ist zugleich Mitglied der Nationalversammlung.

## Leben und Karriere
Choe Kang-wook studierte ab 1986 Rechtswissenschaft an der Seoul-Universität und schloss das Studium mit dem Master ab. 1994 wurde er Rechtsoffizier und bis 2005 erreichte er den Major-Dienstgrad. Als solcher gehörte er zum Rechtsoffiziersstab des 3. Korps und stieg zum Leiter des Berufungsgerichts der Staatsanwaltschaft des Verteidigungsministeriums auf. 2005 deckte er einen Korruptionsskandal innerhalb des Militärs auf und stellte den stellvertretenden Kommandeur der Vereinigten Südkoreanisch-US-amerikanischen Streitkräfte, Shin Il-soon, wegen Veruntreuung von Truppenbudgets unter Arrest, zudem ermittelte er auch gegen die Unstimmigkeiten bei den Beförderungvorgängen innerhalb des Generalstabs. Daraufhin reichte der damalige Stabschef des Heeres Nam Jae-joon seinen Rücktritt ein, der vom Präsidenten Roh Moo-hyun zurückgewiesen wurde. Diese Vorgehensweise wurde bei vielen hochrangigen Militärs als Affront empfunden und Choe Kang-wook wurde seines Postens enthoben. Aufgrund dessen verließ er kurze Zeit später die Armee.
Als Rechtsanwalt engagierte er sich für Menschenrechte, insbesondere der Militär-Angehörigen. Er war Ombudsmann bei der Behörde für Verteidigungsbeschaffungen, übernahm die Menschenrechtsweiterbildung bei dem Nationalen Menschenrechtskomitee und war Mitglied der Ethikkommission bei der Nationalversammlung. 2008 reichte er eine Verfassungsklage gegen die vom Verteidigungsministerium angeordneten Praxis ein, wonach die vermeintlich aufrührerischen Bücher innerhalb der Kasernen verboten seien. Er war Mitglied der Vereinigung Anwälte für eine Demokratische Gesellschaft, deren prominente Mitglieder Roh Moo-hyun und Moon Jae-in waren. Er war auch federführend beteiligt bei den Gerichtsprozessen, die aufgrund der illegalen Überwachung der Zivilgesellschaft während der Lee Myung-bak-Regierung zustande kamen.
Am 5. September 2018 wurde Choe Kang-wook zum präsidialen Sekretär für Disziplin in öffentlichen Ämtern ernannt und übte dieses Amt bis 16. März 2020 aus. Danach kandidierte er für die Parteiliste der Offenen Demokratischen Partei und erhielt die Nummer 2. Nach der Parlamentswahl im April 2020 zog er in die Nationalversammlung ein. Seit 12. Mai 2020 ist er Vorsitzender der Partei.